# Filoxeno (poeta)
Filoxeno (435 a.C. — 380 a.C.) foi um poeta grego, que passou um tempo na corte de Dionísio I, tirano de Siracusa. Uma vez, Dionísio escreveu uma tragédia, e pediu que Filoxeno a corrigisse; Filoxeno riscou a obra do começo ao fim, e foi para a prisão por isso.
Ele foi um dos poetas ditirâmbicos mais importantes da Grécia Antiga.